# Althea Racing
Il team Althea Racing è una squadra motociclistica con sede in Italia. La sua struttura prevede la direzione presso l'azienda ceramica da cui prende nome a Civita Castellana, di proprietà di Genesio Bevilacqua.

## Storia
La sua attività nel mondo del motociclismo ha avuto inizio nel 2007 con la partecipazione alle gare del campionato mondiale Supersport disponendo di moto Honda CBR 600RR e di una struttura tecnica situata a Colleferro; le moto erano condotte dal pilota giapponese Katsuaki Fujiwara e dall'italiano Lorenzo Alfonsi. Al termine della stagione il primo è giunto quarto nella classifica iridata piloti.
I due anni successivi, senza cambiare marca di motociclette, il team ha allargato le sue partecipazioni anche al campionato mondiale Superbike e alla Superstock 1000 FIM Cup diventando l'Hannspree Honda Althea; diversi furono anche i piloti schierati. Nel mondiale Superbike 2008 ha schierato Roberto Rolfo, in quello del 2009 Tommy Hill, sostituito poi da Matthieu Lagrive.

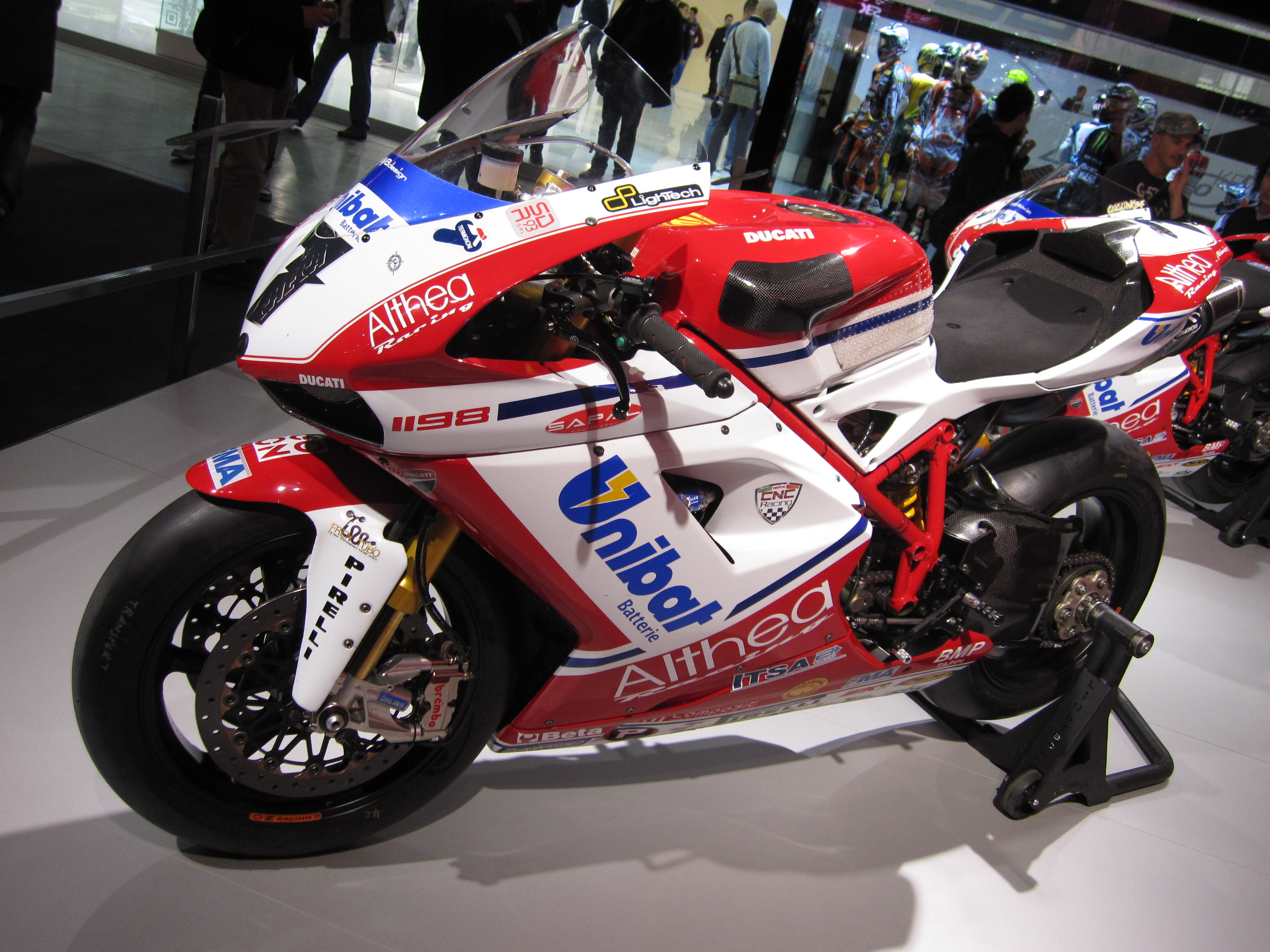
La Ducati 1098 di Carlos Checa.

Una svolta importante è avvenuta nel 2010 con il cambiamento di motociclette, passando da Honda all'italiana Ducati, decidendo di continuare a competere nel mondiale Superbike con due piloti, Carlos Checa e Shane Byrne, affiancando anche la partecipazione al campionato Italiano della stessa categoria schierando Flavio Gentile, già con il team nella stagione precedente. Al termine del campionato Checa si è piazzato al terzo posto assoluto nella classifica piloti, sopravanzando anche i piloti del team ufficiale Ducati Corse.
Nel 2011 si è presentata al via del mondiale solamente con Carlos Checa quale pilota; i risultati sono stati lusinghieri, tanto che il pilota spagnolo ha conquistato il titolo di campione mondiale superbike, primo spagnolo in questo campionato, totalizzando 15 vittorie su ventisei gare per un totale di 505 punti. Contemporaneamente Althea ha conquistato anche il campionato del mondo Superstock con Davide Giugliano che totalizza 171 punti con quattro vittorie e sette podi in nove gare. In questa stagione il team ha gareggiato anche nel Campionato Italiano Velocità con Federico Sandi, Luca Conforti e Flavio Gentile. I tre piloti chiuderanno la stagione rispettivamente al terzo, al quarto e al sesto posto in classifica piloti.
Per il 2012 il team si presenta al via del Campionato mondiale Superbike con Carlos Checa ed il vincitore della Superstock 1000 FIM Cup 2011 Davide Giugliano, lo spagnolo chiuderà il mondiale in quarta posizione totalizzando 287,5 punti e quattro vittorie in gara, mentre Giugliano chiuderà decimo con 143 punti. Nello stesso anno viene schierata una sola moto nella Superstock 1000 FIM Cup affidata all'italiano Federico Sandi che però non ottiene punti, mentre per il campionato Italiano Velocità stringe un accordo con il team Echo Sport Racing, partecipando alla categoria Superbike con Fabrizio Lai, il quale termina la stagione al quarto posto con cinque podi in sei gare disputate.
Per il 2013 si assiste ad un cambio di moto il team schiera infatti un'unica Aprilia RSV4 affidata all'italiano Davide Giugliano, già in squadra da alcune stagioni. I risultati sono buoni con Giugliano che centra due piazzamenti a podio ed il sesto posto nel mondiale con 211 punti. In questa stagione l'italiano ottiene anche la sua prima Pole Position nel gran premio di Russia. Il team in questa stagione non partecipa alla Superstock 1000 FIM Cup.
Nel 2014, dopo una sola stagione con Aprilia, il team torna a schierare una motocicletta di Borgo Panigale, viene infatti schierata una Ducati 1199 Panigale in configurazione EVO che viene affidata all'Italiano Niccolò Canepa. Canepa prende il posto di Davide Giugliano che, da questa stagione si trasferisce nel team ufficiale Ducati Superbike. Le prestazioni di squadra sono in linea con quelle delle altre motociclette in configurazione EVO, tanto che Canepa si piazza secondo tra i piloti con moto EVO, mentre in classifica generale è tredicesimo con 73 punti.
Nel 2015 il team continua e amplia la collaborazione con Ducati, vengono schierate infatti due moto nel Campionato mondiale Superbike affidate all'italiano Matteo Baiocco e all'ex iridato della classe 125 nel 2011: lo spagnolo Nicolás Terol. In questa stagione il team torna anche nella Superstock 1000 FIM Cup, sempre con Ducati, affidando due moto a due italiani: Luca Salvadori e Raffaele De Rosa. In Superbike Baiocco si piazza al nono posto in classifica finale totalizzando ben 139 punti, mentre Terol viene appiedato a metà stagione per far spazio a Niccolò Canepa. Nella Superstock 1000, Salvadori non va oltre il sedicesimo posto in classifica mentre De Rosa è protagonista assoluto della stagione giungendo terzo nel mondiale con 121 punti e piazzandosi sul podio in sei gare su otto in calendario.
Nel 2016 il team cambia nuovamente moto schierando le BMW S1000RR, due in Superbike, affidate al tedesco Markus Reiterberger e allo spagnolo Jordi Torres, più un'altra moto in Superstock 1000 FIM Cup affidata all'italiano Raffaele De Rosa. Proprio de Rosa, al termine di una stagione combattuta, si laurea campione mondiale della Superstock 1000 FIM Cup, totalizzando 115 punti e vincendo due Gran Premi in stagione. Nel mondiale Superbike Torres chiude al sesto posto in classifica, migliore tra i piloti BMW, collezionando 216 punti mentre Reiterberger chiude sedicesimo con ottantadue punti all'attivo.
Nel 2017 nel mondiale Superbike viene riconfermata la coppia di piloti titolare della stagione precedente. Nella Superstock 1000 FIM Cup viene schierata una sola moto affidata all'italiano, già vincitore del Campionato europeo Superstock 600 nel 2014, Marco Faccani. Un'altra BMW S1000RR, sempre sviluppata da Althea, viene schierata nella Stock 1000 dal team Althea MF84, ed affidata al pilota tedesco Julian Puffe. Nel mondiale Superbike 2018 viene schierata una sola BMW S1000RR affidata al francese Loris Baz, nella Superstock 1000 il pilota titolare è l'italiano Alessandro Delbianco. Baz disputa una stagione regolare e chiude undicesimo in campionato mentre Delbianco chiude al settimo posto nell'ultima edizione della Superstock 1000, andando a centrare un podio nel Gran Premio di Repubblica Ceca. Nel 2019 torna ad utilizzare motociclette Honda attraverso una particolare collaborazione con l'azienda Moriwaki e affidando le CBR1000RR ai piloti Leon Camier e Ryūichi Kiyonari. Una terza moto, gestita più direttamente da Althea, è affidata all'italiano Alessandro Delbianco. Camier è costretto a saltare gran parte della stagione causa infortunio, il suo posto in squadra viene preso da Takumi e Yūki Takahashi. La stagione si conclude con Honda al quinto posto tra i costruttori, miglior risultato stagionale è il settimo posto in Gara1 a Magny-Cours ottenuto proprio da Leon Camier al rientro dall'infortunio. Il 2020 vede proseguire la collaborazione con Moriwaki, portando in pista due motociclette affidate a Takumi Takahashi e Lorenzo Gabellini, a partire dal Gran Premio d'Aragona le strade dei due team si separano. Moriwaki porta a termine la stagione mondiale con Takahashi, mentre Althea e Gabellini continuano nel campionato italiano Superbike conquistandovi il terzo posto in classifica piloti.
Nel 2022 torna nel campionato mondiale Supersport con la Ducati Panigale V2 guidata da Federico Caricasulo che, al Gran Premio di Francia, fa segnare la pole position che mancava a Ducati in questa categoria dal 2001. Con cinque piazzamenti a podio chiude la stagione al quinto posto. Nel 2023 il team gareggia nuovamente in Supersport con Federico Caricasulo che, in occasione del Gran Premio dell'Indonesia torna alla vittoriaː la prima con Ducati. La stagione si conclude con il quarto posto, sia per il pilota che nella classifica a squadre. Nel 2024 il team schiera due Panigale V2, affidate a Piotr Biesiekirski ed all'esordiente Niccolò Antonelli che ottiene il miglior risultato stagionale classificandosi quarto in gara due ad Assen. Il campionato si conclude con un quindicesimo posto nella graduatoria team.